# نقابية
السندكالية أو النقابية (بالإنجليزية Syndicalism) هي تيار راديكالي في الحركة العمالية بلغ أوج نشاطه في أوائل القرن العشرين. فكرة السندكالية الرئيسية هي إنشاء المنظمات المحلية القائمة على العمال ودعم مطالب العمال وحقوقهم من خلال الإضرابات. وفقًا للمؤرخ الماركسي إريك هوبسباوم، فقد كانت السندكالية سائدة في اليسار الثوري في العقد الذي سبق اندلاع الحرب العالمية الأولى لأن الماركسية كانت في معظمها إصلاحية في ذلك الوقت. 
تضمنت المنظمات السندكالية الكبرى الكونفدرالية العامة للشغل في فرنسا، والاتحاد الوطني للعمل في إسبانيا، والاتحاد النقابي الإيطالي، واتحاد العمال الأحرار في ألمانيا، واتحاد العمال الإقليمي الأرجنتيني. ورغم أنهم لم يعتبروا أنفسهم سندكاليين، فإن معظم المؤرخين يعتبرون منظمات العمال الصناعيين في العالم، ونقابة العمال العامة والنقل الأيرلندية، والاتحاد الواحد الكبير الكندي، مُنتميةً إلى هذا التيار.
كان وما يزال عدد من المنظمات السندكالية مرتبطًا حتى يومنا هذا بجمعية العمال الدولية، لكن غادرتها بعض المنظمات الأعضاء لتنضم إلى الاتحاد الدولي للعمل الذي تشكل عام 2018.

## المصطلحات
مصطلح السندكالية باللغة الإنجليزية syndicalism له أصول فرنسية. «syndicat» باللغة الفرنسية هي نقابة عمالية، وعادة ما تكون نقابة محلية. كما تشبهها الكلمات المقابلة لها في الإسبانية والبرتغالية «sindicato»، والإيطالية «sindacato». تشير الكلمة الفرنسية «syndicalisme» إلى النقابية بشكل عام. ظهر مفهوم السندكالية الثورية في الصحف الاشتراكية الفرنسية في عام 1903، وبدأت الكونفدرالية العامة للشغل في فرنسا باستخدام المصطلح لوصف شعارها النقابي. عُدّل مصطلح السندكالية الثورية، أو «السندكالية» بشكل أكثر شيوعًا مع وجود «الثورية» ضمنيًا، ليدخل إلى عدد من اللغات بواسطة النقابيين الذي تبعوا النموذج الفرنسي.
يطلق العديد من الباحثين، من ضمنهم رالف دارلينغتون، ومارسيل فان دير ليندن، وواين ثورب مصطلح السندكالية على عدد من المنظمات أو التيارات الموجودة داخل الحركة العمالية والتي لم تصف نفسها على أنها سندكالية. إذ يطلقون اللقب على التابعين للاتحاد العام الكبير أو على النقابيين الصناعيين في أمريكا الشمالية وأستراليا، وعلى اللاركينيين في أيرلندا، والجماعات التي تصف أعضاءها بأنهم صناعيون ثوريون، أو نقابيون ثوريون، أو أناركيون نقابيون، أو أعضاء مجلس. وهذا يشمل مثلًا منظمة «العمال الصناعيين في العالم» في الولايات المتحدة، التي ادعت أن نقابتها الصناعية كانت «نوعًا من أنواع منظمات العمل الثورية أعلى من تلك التي قدمها السندكاليون». يستخدم فان دير ليندن وثورب السندكالية للإشارة إلى «جميع المنظمات الثورية وذات العمل المباشر». يقترح دارلينغتون أن تُعرف السندكالية على أنها «عمل نقابي ثوري». يجادل دارلينغتون وفان دير ليندن بأنه من المبرر جمع مجموعة واسعة من المنظمات معًا لأن التشابه في طرق عملها وممارساتها يفوق اختلافاتها الأيديولوجية. 
يختلف آخرون، مثل لاري بيترسون وإريك أولسن، مع هذا التعريف الواسع. وفقًا لأولسن، فإن هذا الفهم «يميل إلى طمس الفروق بين النقابية الصناعية، والسندكالية، والاشتراكية الثورية». يقدم بيترسون تعريفًا أكثر تحديدًا للنقابية بناءً على خمسة معايير:
1. تفضيل الفدرالية على المركزية.
2. معارضة الأحزاب السياسية.
3. اعتبار الإضراب العام السلاح الثوري الأعلى.
4. تفضيل وجود «منظمة مجتمعية فدرالية واقتصادية» لتحل محل الدولة.
5. اعتبار النقابات وحدات البناء الأساسية لمجتمع ما بعد الرأسمالية.
يستثني هذا التعريف منظمة العمال الصناعيين في العالم، والاتحاد الواحد الكبير الكندي. يقترح بيترسون تصنيفًا أوسع هو النقابية الصناعية الثورية ليشمل السندكالية، ومجموعات مثل العمال الصناعيين في العالم والاتحاد الواحد الكبير، وغيرها. الأمر المشترك المميز بين هذه المجموعات هو أنها سعت لتوحيد جميع العاملين في منظمة عامة.

## النشوء

### نهوضها
نشأت السندكالية في فرنسا وانتشرت من هناك. كانت «الكونفدرالية العامة للشغل» الفرنسية نموذجًا وإلهامًا للمجموعات السندكالية في جميع أنحاء أوروبا والعالم. نشأت النقابية الصناعية الثورية، التي تشكل جزءًا من السندكالية بالمعنى الأوسع، مع «العمال الصناعيين في العالم» في الولايات المتحدة ثم انتشرت في بلدان أخرى. ولكن، في عدد من البلدان، سبقت بعض الممارسات والأفكار السندكالية صياغة هذا المصطلح في فرنسا وتأسيس «العمال الصناعيين في العالم». من وجهة نظر بيرت ألتينا، يمكن إطلاق اسم «السندكالية» على عدد من الحركات التي قامت في أوروبا حتى قبل عام 1900. وفقًا للمؤرخ الاجتماعي الإنجليزي إدوارد بالمر تومبسون والمنظر السندكالي الأناركي رودولف روكر، فقد كانت هناك ميول سندكالية في الحركة العمالية البريطانية منذ وقت مبكر يعود إلى ثلاثينيات القرن التاسع عشر. اعتبر السندكاليون أنفسهم ورثة الأممية الأولى (جمعية الشغيلة العالمية)؛ المنظمة الاشتراكية الدولية التي تشكلت عام 1864، وخاصة جناحها المناهض للسلطوية بقيادة ميخائيل باكونين. دعا باكونين وأتباعه إلى الإضراب العام، ورفضوا السياسات الانتخابية، وترقبوا حلول منظمات العمال محل الدولة في الحكم. وفقا للوسيان فان دير والت، كان القسم الإسباني من الأممية الأولى، الذي تشكل عام 1870، في الواقع سندكاليًا. يرى كينيون زيمر وجود «سندكالية بدئية» في تأثير جمعية الشعب العامل الدولية ذات القيادة الأناركية واتحاد العمل المركزي، اللذين نشآ في القسم الأمريكي من الأممية الأولى، على الحركة العمالية في شيكاغو في ثمانينيات القرن التاسع عشر. شاركت هاتين المنظمتين في النضال على المستوى الوطني للحصول على يوم عمل بثمان ساعات. في 3 مايو 1886، قتلت الشرطة ثلاثة عمال مضربين في مظاهرة في شيكاغو. في اليوم التالي، لقي سبعة رجال شرطة وأربعة عمال مصرعهم عندما ألقى شخص ما، قد يكون من أفراد الشرطة، قنبلة على الحشد. في نهاية المطاف، أُعدم أربعة أناركيين بتهمة التآمر المؤدي لتلك الأحداث. أدت قضايا هايماركت، وهو الاسم الذي أصبحت هذه الأحداث تُعرف به، إلى جعل الأناركيين ومنظمي العمل، بمن فيهم السندكاليين، في كل من الولايات المتحدة وأوروبا يعيدون تقييم المعنى الثوري للإضراب العام.
بحسب إميل بوجيه، وهو أناركي فرنسي وزعيم الكونفدرالية العامة للشغل، «من الولايات المتحدة، استوردت فرنسا فكرة الإضراب العام – المُلقحة بدم الأناركيين الذين أُعدموا في شيكاغو [...]». في تسعينيات القرن التاسع عشر، سلط الأناركيون الفرنسيون تركيزهم على الحركة العمالية، بعد أن سلموا بفشل الأفعال الفردية مثل الاغتيالات. كانوا قادرين على اكتساب النفوذ، لا سيما في وكالات التوظيف، التي عملت أيضًا كأماكن اجتماع للنقابات، ومجالس التجارة، ونُظمت في اتحاد وطني في عام 1893. في عام 1895، تشكلت الكونفدرالية العامة للشغل كمنافس لوكالات التوظيف، لكنها كانت في البداية أضعف بكثير. منذ البداية، دعت إلى الإضراب العام وهدفت إلى توحيد جميع العمال. دعم بوجيه، الذي كان نشطًا في الكونفدرالية العامة للشغل، استخدام التخريب والعمل المباشر. في عام 1902، اندمجت وكالات التوظيف في الكونفدرالية العامة للشغل. في عام 1906، اعتمدت الفيدرالية الفرنسية «ميثاق أميان»، الذي أعاد تأكيد استقلالية الكونفدرالية العامة للشغل عن السياسات الحزبية وحدد هدفها بتوحيد جميع العمال الفرنسيين.